# Obsjtina Vetovo
Obsjtina Vetovo (bulgariska: Община Ветово) är en kommun i Bulgarien.   Den ligger i regionen Ruse, i den nordöstra delen av landet, 270 km öster om huvudstaden Sofia.
Obsjtina Vetovo delas in i:
- Băzăn
- Glodzjevo
- Krivnja
- Pisanets
- Senovo
- Smirnenski

Följande samhällen finns i Obsjtina Vetovo:
- Vetovo
- Senovo

Trakten runt Obsjtina Vetovo består till största delen av jordbruksmark. Runt Obsjtina Vetovo är det ganska tätbefolkat, med 60 invånare per kvadratkilometer.